# گوادلوپ ویکتوریا
گوادلوپ ویکتوریا (انگلیسی: Guadalupe Victoria؛ ۲۹ سپتامبر ۱۷۸۶ – ۲۱ مارس ۱۸۴۳) سیاستمدار و ژنرال نظامی اهل مکزیک بود.
وی که از رهبران جنگ استقلال مکزیک در برابر امپراتوری اسپانیا بود از سال ۱۸۲۴ تا ۱۸۲۵ به عنوان رئیس‌جمهور مکزیک مکزیک انتخاب شد. او در سال ۱۸۴۳ به ابتلا به صرع درگذشت.